# Aziatic
Aziatic è il quarto album in studio del rapper statunitense AZ, pubblicato nel 2002 dalla Motown.

## Ricezione
| Recensione                     | Giudizio   |
| ------------------------------ | ---------- |
| AllMusic                       | [ 1 ]      |
| The Rolling Stone Albums Guide | [ 2 ]      |
| HipHopDX                       | [ 3 ]      |
| RapReviews                     | [ 4 ]      |
| Rhapsody                       | favorevole |
| Robert Christgau               | ***        |
| Rolling Stone                  | [ 7 ]      |
| Stylus                         | A          |
| Exclaim!                       | misto      |

Brad Mills di AllMusic assegna al quarto sforzo di AZ quattro stelle e mezzo su cinque, scrivendo che l'artista ritrova il livello di aspettative dell'AZ di Illmatic in questo album, il suo migliore sotto tutti i punti di vista negli ultimi anni, definito anche come il suo disco di riscatto. La produzione, che riprende il suono anni settanta tipico di The Blueprint di Jay-Z ottiene recensioni miste. Brett Berliner di Stylus Magazine afferma che Aziatic è «il modello per ciò che l'hip hop dovrebbe essere».
The Essence è il brano più apprezzato del disco e arriva a ottenere una nomination ai Grammy Awards 2003 nella categoria miglior performance rap di un duo o un gruppo per il featuring con Nas. Prodotto in circa tre mesi, per AZ l'album è una sorta di nuovo inizio e lo mette in pace con la propria situazione nell'hip hop.

## Tracce
1. Once Again – 2:38 – DR Period
2. A-1 Performance – 3:53 – Portiay
3. Wanna Be There – 3:55 – Chop D.I.E.S.E.L.
4. Take It Off – 4:23 – L.E.S.
5. The Essence (featuring Nas) – 3:29 – Baby Paul
6. Hands in the Air (featuring DJ Rogers Jr.) – 4:14 – Precision
7. Fan Mail – 3:36 – Miller Time
8. Paradise (Life) – 2:54 – Miller Time
9. Take Care Of Me – 3:41 – Precision
10. I'm Back (featuring El Shaber) – 3:12 – Buckwild
11. Hustler (featuring Animal & Trav) – 4:08 – Chop D.I.E.S.E.L.
12. Rebirth – 2:00 – Buckwild
13. Aziatic (Outro) – 0:57 – Chop D.I.E.S.E.L.
14. Doing Me (Bonus Track) – 3:48 – Big Joe

## Classifiche

### Classifiche settimanali
| Classifica (2002)         | Posizione massima |
| ------------------------- | ----------------- |
| Stati Uniti               | 29                |
| US Top R&B/Hip-Hop Albums | 5                 |